# Komputertomográfia

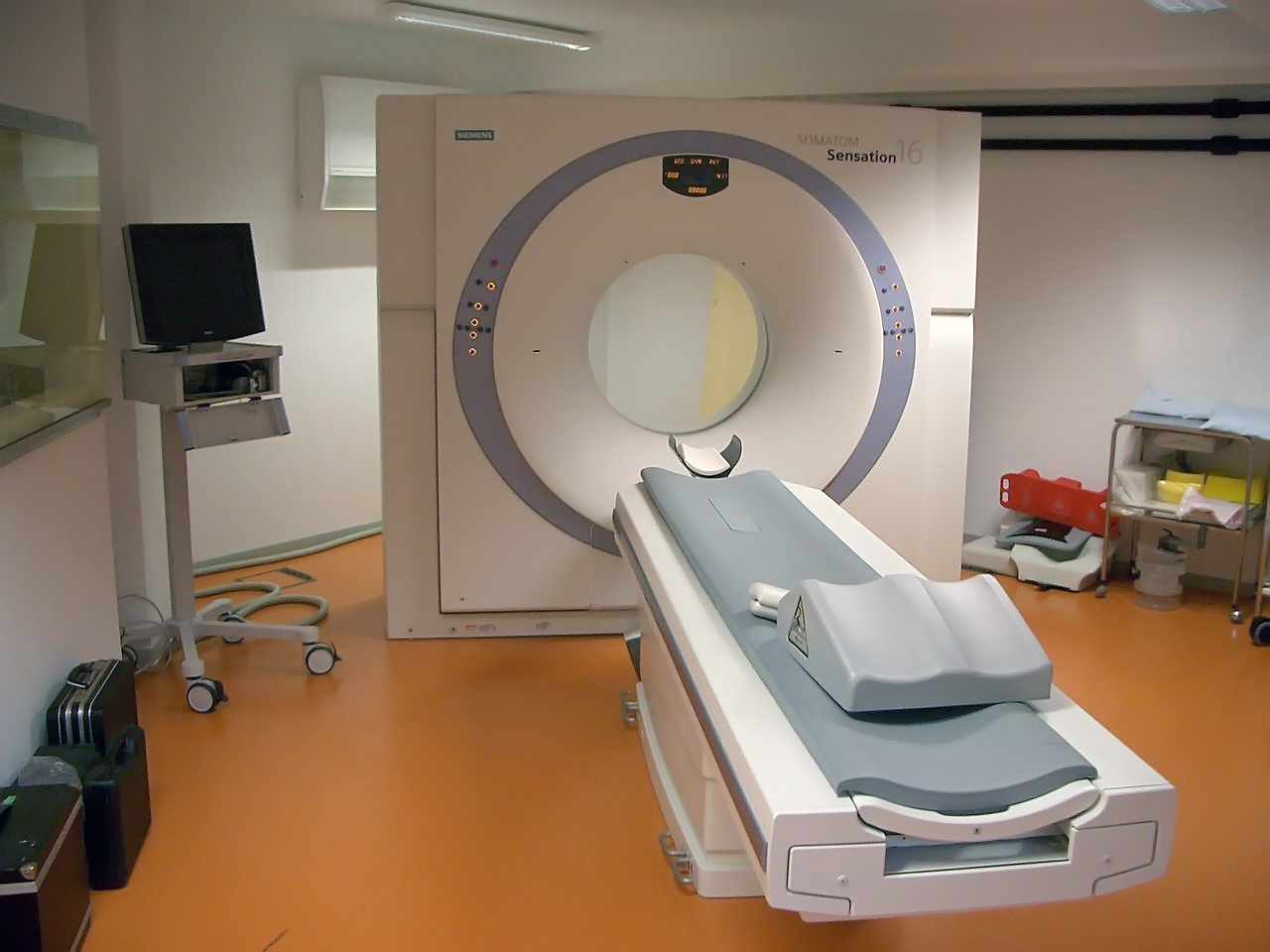
A CT, azaz a komputertomográf, a röntgentechnika továbbfejlesztése

A komputertomográfia (angolul Computed [Axial] Tomography azaz számított axiális tomográfia, szokásos rövidítése CT vagy CAT) – a szakirodalomban gyakran számítógépes tomográfia – az orvosi képalkotás egyik ága.  A magyar komputer vagy számítógépes előtag kissé félrevezető, az angol kifejezés pontos fordítása számított, ami arra utal, hogy az egyes képpontok értékei nem közvetlenül, hanem számítással vannak meghatározva. (Az, hogy ez a számítás számítógéppel történik, viszonylag mellékes, mert szinte minden orvosi képalkotó eszköz használ számítógépet.) A tomográfia szó szeletfelvételre utal. A tomográfiás felvételeken a vizsgálat tárgya képzeletbeli szeletekre bontva látható.
1979-ben Allan M. Cormack és Godfrey Hounsfield orvosi Nobel-díjat kaptak a komputertomográfia kifejlesztésért.

## Működése

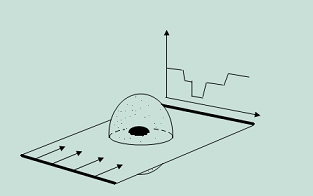
Átvilágított tárgy és intenzitásgörbe

A komputertomográfia a hagyományos röntgen-átvilágítási technika szellemes továbbfejlesztése. A tomográfiás felvétel esetében vékony, síkszerű röntgensugár-nyalábbal világítják át a vizsgált objektumot. Az objektum mögött elhelyezett detektor egy vonal mentén érzékeli, hogy a sugárnyalábból hol és mennyi nyelődött el. Az ábrán egy tojásdad, kisebb áteresztőképességű maggal bíró testet világít át a síkszerű röntgensugár-nyaláb. A háttérben a detektor által észlelt intenzitás görbéje látható. A sugárnyalábbal ugyanebben a síkban több irányból is átvilágítják a testet, és a mért intenzitásgörbékből kibontakozik az adott síkban (szeletben) elhelyezkedő részletek rajza. A síkot ezután arrébb tolják és újra körbeforgatják. Az eljárás befejeztével a vizsgált test térbeli szerkezete feltérképezhető. „Szerkezeten” itt a röntgensugáráteresztő-képesség szempontjából megkülönböztethető részletek elrendeződése értendő.
A modern CT-berendezések egy körülfordulás alatt egyszerre több (akár 128) szeletet térképeznek fel, és egy vizsgálat a szükséges számítások elvégzésével együtt néhány perc alatt elvégezhető.

### Számítási szükségletek

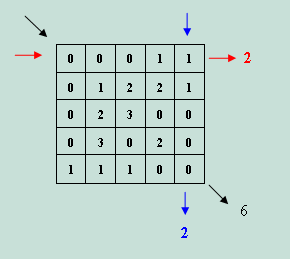
Az áteresztőképesség értékei.

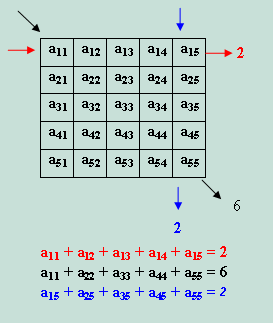
Az egyenletek

A komputertomográfia matematikai háttere könnyen megérthető. A bal oldali ábrán egy 5×5 négyzetre (pixelre) osztott szeletet látunk. Az egyes négyzetekbe az ott elméletben mérhető elnyelési képességet (röntgendenzitást) írtuk. Ha ezt a szeletet különböző (fekete, piros, kék) irányokból átvilágítjuk, akkor a megfelelő színnel jelölt összegzett értékeket mérhetjük, vagyis a pixelek értékei nem, csak a különböző irányokból mért összegek mérhetők közvetlenül. A jobb oldali ábra már azt mutatja, hogy a 25 ismeretlenre egyenletek írhatók fel. Ha az adott síkban a vizsgáló sugár elforgatásával 25 összeget felírunk, akkor 25 egyenletet kapunk. Az egyenletrendszert megoldva a cellák denzitásértékei elvileg számíthatók. A való életben egy szelet helyreállításához több százezer ismeretlent kellene meghatározni több százezer egyenletből, ráadásul minden egyenlet tartalmaz valamennyi véletlen hibát, így ez a módszer a gyakorlatban ilyen önálló formában nem használható. A gyakorlatban valamely tomográfiás rekonstrukciós eljárást, pl. a visszavetítést használják. 
Egy sorozat több száz szeletből is állhat. Egy átlagos felvétel mérete a 10 – 100 Mbyte-os nagyságrendbe esik.

## Egy CT gép részei
- Röntgencső: A test körül forgó röntgencsőrendszer számos röntgensugarat bocsát a testre. A röntgensugarak keresztülhatolnak a testen, majd a detektorhoz érkeznek
- Automatikusan mozgatható ágy: Az ágy előre-hátra mozgatható, annak megfelelően, hogy mely testrészt kívánják megvizsgálni.
- Szkennerdob: Az egyes rétegfelvételek elkészítésekor a szkennerdob 360°-os fordulatot végez. A szkennerdob dőlésszöge a különböző rétegek esetében változtatható.
- Detektor: A detektorban röntgenérzékeny kristályok helyezkednek el, melyek azután a röntgensugárzás hatására elektromos jelet bocsátanak ki magukból a számítógép felé.

## A CT alkalmazása
Egy emberi koponyáról készíthető szeletsorozat. A teljes sorozatból kiemelhetőek az azonos áteresztőképességű alakzatok. Ezekből elkészíthető az arckoponya térbeli rekonstrukciója. Kontrasztanyag befecskendezésével elérhető, hogy a vérrel teli erek csontszerű képet mutassanak, s ezekről is lehet térbeli rekonstrukciót készíteni
- Emberi koponya CT-szelete, nyilak mutatják az ereket
- Az arckoponya térbeli rekonstrukciója
- Az erek térbeli rekonstrukciója

A komputertomográfia nem csak a humán diagnosztika eszköze. Az állattenyésztésben például a tenyészállat leölése nélkül is kimérhetőek a tenyésztő számára fontos adatok tomográfiás eljárásokkal. A komputer tomográfiát a geológia is használja kőzetminták roncsolásmentes vizsgálatára.

## A komputertomográfia mint művészet
A komputertomográfiával érdekes képi hatások érhetők el.

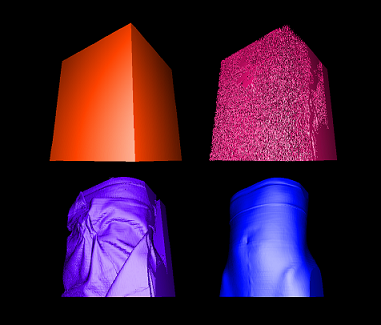
Michelangelo álma